# Bill Pope
Bill Pope (n. 19 iunie 1952, Bowling Green⁠(d), Kentucky, SUA) este un regizor de film american, cunoscut pentru colaborările sale cu regizorii Sam Raimi, The Wachowskis și Edgar Wright. De asemenea, a fotografiat și regizat numeroase videoclipuri muzicale pentru artiști precum Chris Isaak, Metallica și Drake, precum și opt episoade din serialul documentar Cosmos: A Spacetime Odyssey .

## Tinerețe
Pope s-a născut în Bowling Green, Kentucky. A urmat liceul College și Universitatea din New York, unde și-a luat masterul în Arte Frumoase. Înainte de absolvire, Pope a lucrat ca director de fotografie la un film studențesc, intitulat The Sixth Week, care a câștigat un Oscar pentru realizare în documentar la cea de-a 5-a ediție anuală a Premiilor Academiei pentru Studenți, pe 21 mai 1978. 
| 2008 | Spiritul                              | Frank Miller                |                                                  |
| 2010 | Scott Pilgrim împotriva lumii         | Edgar Wright                |                                                  |
| 2012 | Urmărind Mavericks                    | Michael Apted Curtis Hanson |                                                  |
| 2012 | Bărbații în negru 3                   | Barry Sonnenfeld            |                                                  |
| 2013 | Sfarsitul Lumii                       | Edgar Wright                |                                                  |
| 2016 | Cartea Junglei                        | Jon Favreau                 | Premiul Satellite pentru cea mai bună fotografie |
| 2017 | Baby Driver                           | Edgar Wright                |                                                  |
| 2019 | Copilul care ar fi rege               | Joe Cornish                 |                                                  |
| 2019 | Alita: Înger de luptă                 | Robert Rodriguez            |                                                  |
| 2019 | îngerii lui Charlie                   | Elizabeth Banks             |                                                  |
| 2020 | Băieții din trupă                     | Joe Mantello                |                                                  |
| 2021 | Shang-Chi și legenda celor zece inele | Destin Daniel Cretton       | Creditat ca William Pope                         |
| 2023 | Ant-Man and the Wasp: Quantumania     | Peyton Reed                 | Post-producție                                   |
| TBA  | Unfrosted: Povestea Pop-Tart          | Jerry Seinfeld              | Filmare                                          |

### Jocuri video
| An   | Titlu            | Director(i)     | Note                             |
| ---- | ---------------- | --------------- | -------------------------------- |
| 2003 | Intră în Matrice | Soții Wachowski | Director de film cu acțiune live |

### Televiziune
| An   | Titlu                           | Director                        | Note |
| ---- | ------------------------------- | ------------------------------- | --- |
| 1992 | Casa de joacă americană         | Robert Allan Ackerman           | Episodul „Doamna Cage” |
| 1998 | Maxim Bob                       | Barry Sonnenfeld                | Episodul „Pilot” |
| 1999 | Ciudati si tocilari             | Jake Kasdan                     | Episodul „Pilot” |
| 2014 | Cosmos: O odisee în spațiu-timp | Brannon Braga însuși Ann Druyan | Serial documentar; 13 episoade nominalizate- Primetime Emmy Award pentru cinematografie remarcabilă (pentru episodul „ Standing Up in the Milky Way „) |
| 2016 | Predicator                      | Seth Rogen Evan Goldberg        | Episodul „Pilot” |

### Videoclipuri muzicale
- 1983 – „Hold Back the Night” de Aldo Nova
- 1984 – „Bitchen Party” de Lopez Beatles
- 1986 – „ Nasty ” de Janet Jackson
- 1986 – „ Mercy Street ” de Peter Gabriel
- 1986 – „ Ploaia roșie ” de Peter Gabriel
- 1987 – „ Vom fi împreună ” de Sting
- 1987 – „The Ledge” de The Replacements
- 1988 – „ In Your Room ” de The Bangles
- 1988 – „I Did It For Love” de Night Ranger
- 1989 – „ One ” de Metallica
- 1989 - „ După tot acest timp ” de Rodney Crowell
- 1990 – „ Fără tine ” de Mötley Crüe
- 1995 – „ Pe cineva plânge ” de Chris Isaak
- 1995 – „Go Walking Down There” de Chris Isaak
- 1996 – „Ziua absolvirii” de Chris Isaak
- 2013 – „ Hold On, We're Going Home ” de Drake
- 2014 – „ Rafa de vânt ” de Pharrell Williams
- 2018 – „Culori” de Beck